# リンダ・デイ・ジョージ
リンダ・デイ・ジョージ（Lynda Louise Day George、1944年12月11日 - ）は、アメリカ合衆国の女優。

## 出演作品
- モーチュアリー Mortuary（1983）
- ブラッド・ピーセス／悪魔のチェーンソー Pieces（1982）（メアリー・リッグス）
- ヤング・ウォリアーズ Young Warriors（1982）
- ジャンクマン The Junkman（1982）（レポーター）
- ビバリーヒルズＬＯＶＥゲーム／テニスコーチはタマさばきがお上手 Racquet（1979）
- 呪われた航海／悪魔の連続殺人！死を呼ぶ黄金の棺 Cruise Into Terror（1978）テレビ映画
- アトランチスの謎 The Amazing Captain Nemo（1978）
- キラー・アンツ　蟻／リゾートホテルを襲う人喰い蟻の大群 Ants（1977）テレビ映画
- リッチマン・プアマン／青春の炎 Rich Man, Poor Man（1977）テレビ映画
- ワールドシリーズ殺人事件 Murder at the World Series（1977）テレビ映画
- ROOTS／ルーツ Roots（1977）
- アニマル大戦争 Day of the Animals (1977)（テリー・マーシュ）
- メイデイ４０，０００フィート Mayday at 40,000 Feet!（1976）テレビ映画
- 警部マクロード McCloud(1975)[1]
- パニック・オン・ザ・5:22 Panic on the 5: 22（1974）テレビ映画
- 消えた死体／浮気妻のセックス事件簿 House on Greenapple Road（1970）[2]
- チザム Chisum（1970）（スー・マクスウィーン）
- 鏡と悪魔 Fear No Evil (1969) テレビ映画
- 偽装!?自家用機遭難 The Sound of Anger (1968) テレビ映画
- スパイ大作戦 Mission:Impossible（1966 - 1973）[3]

## その他
1. ↑  米NBCテレビ（「空中追跡SOS！」ステイシー・デッカー役　声:一谷伸江）
2. ↑  米ABCテレビ（パイロットのみの出演、リリアン・クレーン役）
3. ↑  レギュラー出演　第6シーズン(1971 - 1972)、第7シーズン(1972 - 1973)（リサ・ケイシー役　吹替：鈴木弘子／足立友(追加吹替)）